# Misión Artística Francesa
La Misión Artística Francesa fue un grupo de artistas franceses que, trasladándose al Brasil a inicios del siglo XIX, dinamizó el panorama de las Bellas Artes en ese país introduciendo el sistema de enseñanza superior académico y fortaleciendo el neoclasicismo que ahí estaba haciendo su aparición. El grupo estuvo liderado por Joachim Lebreton y fue amparado por el gobierno del rey Juan VI, pero su trabajo tardó en dar frutos, encontrando la resistencia de la tradición barroca firmemente enraizada, y enfrentando la escasez de recursos financieros además de una serie de intrigas políticas que disolvieron buena parte del entusiasmo inicial por el proyecto.